# Западни славяни
Западните славяни в днешно време живеят на територията на три държави – Полша, Чехия и Словакия. Към тях се числят и лужишките сърби в Германия, които са със статут по Германската конституция на национално малцинство.

## Групи
- полска (говорят полски езици), като към нея спадат и:
  - кашуби;
  - силезци или силезийци (в Силезия) – има ги и в Чехия;

- чешка, като към нея спадат /някои автори слагат тук и словаците/
  - чехи
  - моравци

- словаци

- лужишки сърби (лужички сорби)

### Изчезнали
Изчезнали (претопени) са западнославянските групи на:
- Полабците /Полабските или Прибалтийските славяни/;
- Поморяните;

### Племена
Някои исторически източници отнасят към западните славяни и приеманите за източнославянски племена:
- ветичи;
- радимичи;
- кривичи;

## Държави
През различни исторически периоди западните славяни са образували държавите:
- Държава на Само;
- Нитранско княжество;
- Великоморавия;
- Жечпосполита;
- Протекторат Бохемия и Моравия;
- Чехословакия;

## История
Сведения за западните славяни дават някои от първите немски средновековни историци като Адам Бременски (в неговата „Дела на епископите от Хамбургската църква“) и Титмар Мерзебургски. В много случаи обаче тези първични източници са недостоверни – Адам преписва сведенията безкритично от архивите на църквата или от други средновековни автори, а Титмар Мерзебургски е привърженик на завоевателните войни срещу славяните.
| „                                           | Славия е много обширна област, на изток от Германия...Тя е поне десет пъти по-голяма от нашата Саксония, ако се причислят към нея земите на чехите и живеещите на отвъдната страна на реката Одра поляци...Дължината ѝ е толкова значителна, че като се почне от нашата Хамбургска епархия, се простира през необхватни простори, чак до Бавария, Унгария и Гърция. | “ |
| „Дела на епископите от Хамбургската църква“ | |   |